# Inntal Autobahn
Autostrada A12 (niem. Autobahn A12) także Inntal Autobahn – autostrada w Austrii w ciągu trasy europejskiej E60. Pomiędzy granicą Niemiec i węzłem Innsbruck-Amras przebiega również wspólnie z trasą europejską E45, a między węzłami Innsbruck-Wilten i Zirl-Ost - wspólnie z trasą europejską E533.
Autostrada przebiega w dolinie Innu. Jest fragmentem trasy przebiegającej przez Austrię zachodnią (Tyrol i Vorarlberg), na którą składają się też autostrada A14 i droga ekspresowa S16.